# Teleormanu, Teleorman
Teleormanu este un sat în comuna Mârzănești din județul Teleorman, Muntenia, România. Se află în partea de sud-est a județului, în Câmpia Burnazului, pe malul stâng al Teleormanului.